# Londýnská radnice

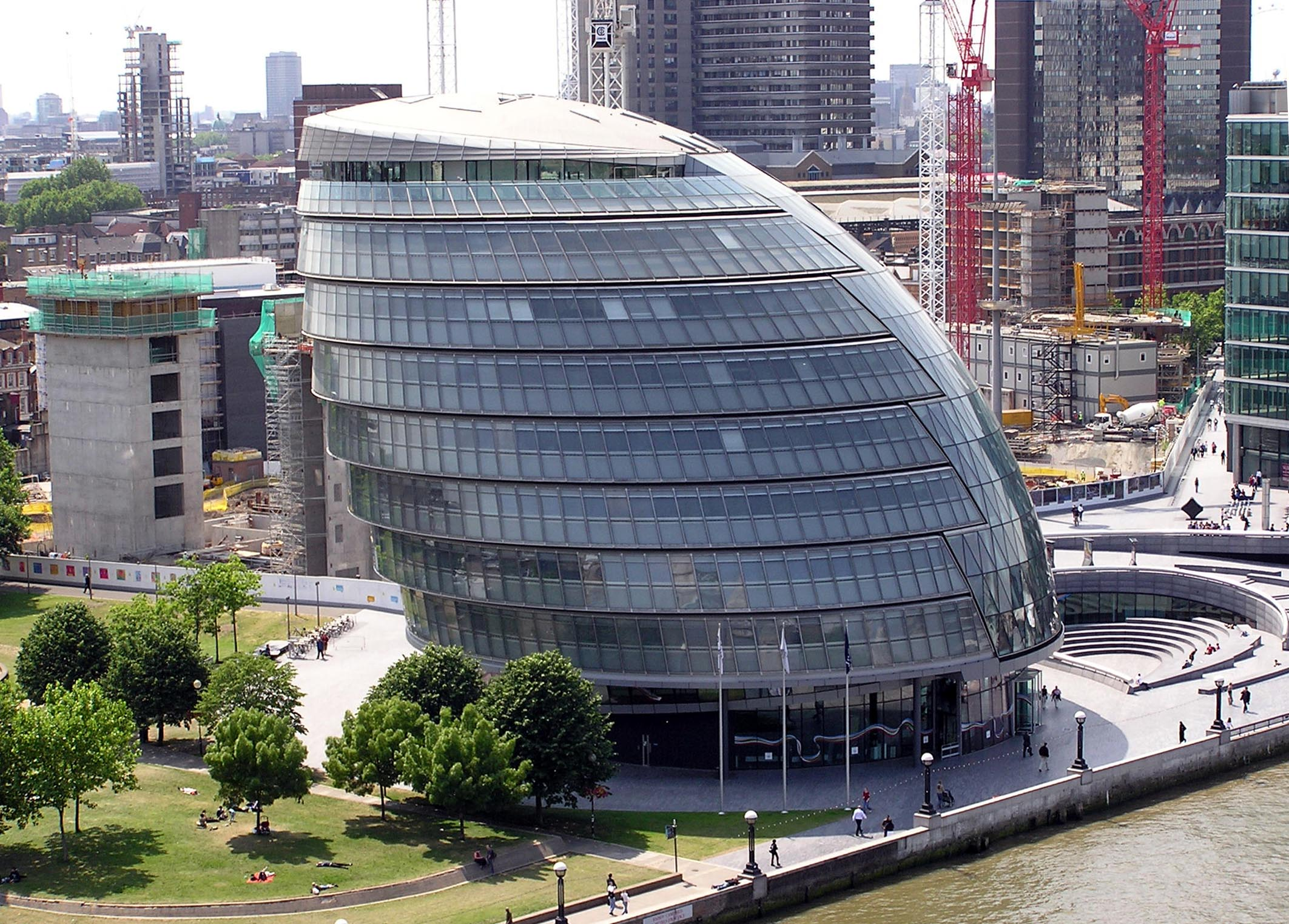
City Hall – pohled z horní lávky Tower Bridge

Londýnská radnice je sídlem správní organizace Velkého Londýna – Greater London Authority (GLA). Nachází se na jižním nábřeží Temže, v oblasti nazývané More London poblíž Tower Bridge v městském obvodu Southwark. Budova byla navržena Normanem Fosterem a byla otevřena v červenci 2002.
Budova má nezvyklý cibulovitý tvar pro zmenšení její vnější plochy a tím i snížení energetických ztrát. Byla přirovnávána k přilbě Dartha Vadera, znetvořenému vejci nebo motocyklové přilbě.
City Hall byla postavena na místě kde stálo původně přístaviště. Budova není majetkem GLA ale je jí pronajata na dobu 25 let. Je součástí rozvojové oblasti nazývané More London a je oddělená zapuštěným amfiteátrem nazývaným kopeček zmrzliny (Scoop) od sousedních konvenčních kancelářských budov.

Spirálovité schodiště dlouhé 500 m, připomínající podobné schodiště v Guggenheimově muzeu v New Yorku, vede až na vrchol budovy. V horní části 10 patrové budovy je výstaviště a místo pro setkání zvané londýnský obývák, s otevřenou vyhlídkovou terasou občas přístupnou veřejnosti. Z ochozů je vidět do interiéru budovy, což má symbolizovat průhlednost rozhodování GLA.
City Hall se nenachází v City, jehož správní orgán sídlí v Guidhall na sever od Temže.
Předchůdci Greater London Authority, Greater London Council a London County Council využívali jako sídlo County Hall, proti proudu řeky na jižním nábřeží. Tato budova je nyní využívána jako hotel a nachází se v něm Londýnské akvárium.
Dopravní spojení – metro a železnice – London bridge.